# Province d'Azángaro
La province d'Azángaro (en espagnol : Provincia de Azángaro) est l'une des treize provinces de la région de Puno, au sud du Pérou. Son chef-lieu est la ville d'Azángaro.

## Géographie
La province couvre une superficie de 4 970,01 km2. Elle est limitée au nord par la province de Carabaya, à l'est par la province de San Antonio de Putina et la province de Huancané, au sud par la province de San Román et la province de Lampa, et à l'ouest par la province de Melgar.

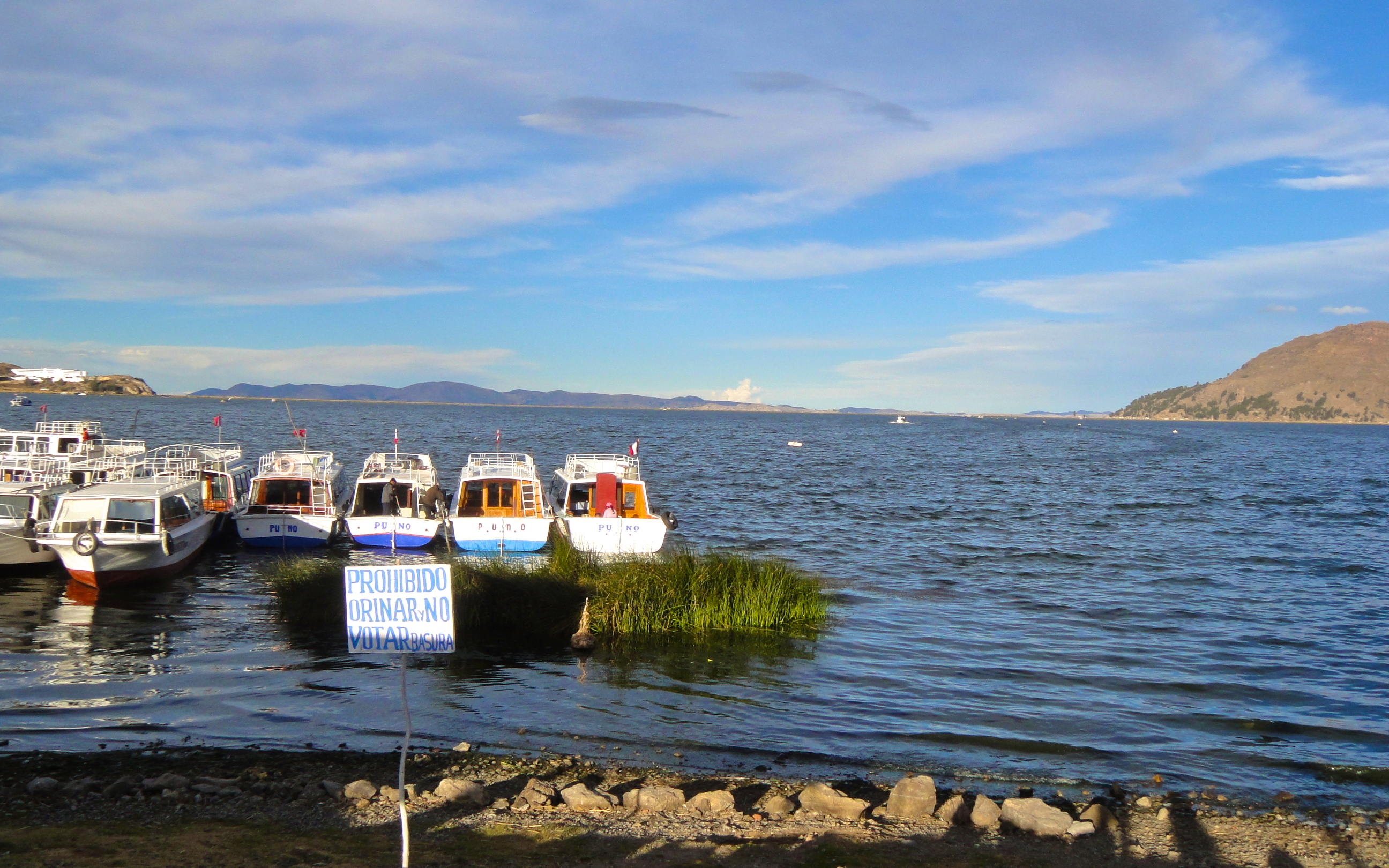
Puno, Lac Titicaca

## Population
La province comptait 136 523 habitants en 2005.

## Subdivisions
La province d'Azángaro est divisée en quinze districts :
- Achaya
- Arapa
- Asillo
- Azángaro
- Caminaca
- Chupa
- José Domingo Choquehuanca
- Muñani
- Potoni
- Samán
- San Antón
- San José
- San Juan de Salinas
- Santiago de Pupuja
- Tirapata